# 英真学園高等学校
英真学園高等学校（えいしんがくえんこうとうがっこう）は、大阪市淀川区にある私立高等学校。

## 設置学科・コース
- 普通科
  - 特進コース 
2年次から「アサーティブ」と「スーペリア」に分かれて学習する。「アサーティブ」は「多読」「多話」の時間が多くとられている。これらの取り組みは「Hatch Program（ハッチプログラム）」と呼ばれ、語学を軸にコミュニケーション力を伸ばす体験型の語学教育に特化している。「スーペリア」は受験に向けた特別授業の実施や、放課後のグレードアップセミナーも実施され、個別の学習プランを導入した受験指導が行われている。
  - マンガ・イラストコース 
プロのマンガ家による週に6時間の専門授業で、高校からマンガ・イラストの描き方と技術を身につけ、未来に繋がる創作力を養うことを目標としている。 2年次から自身の希望に合わせて「マンガ専攻」か「イラスト専攻」を選択し、自身がより学びたいジャンルで専門性を高め、学んだ技術を活かして仕事につなげることを目指す。
  - 総合コース
1年次では、十分な基礎学力を身につけるとともに多様な進路選択を視野に入れ、共通履修のカリキュラムで学習する。2年次からは、「進学クラス」「メディア表現クラス」「スポーツクラス」「探究クラス」に分かれる。「進学クラス」は、小論文や面接など様々な入試に対応できるようにカリキュラムが組まれている。「メディア表現クラス」は写真撮影、動画編集、音響や光学など表現する方法を実践しながら社会で役立つスキルを学ぶ。「スポーツクラス」はバドミントン部・サッカー部・剣道部・柔道部・硬式野球部の選手で構成され、毎日５・６限は専門スポーツ中心の授業。トレーニング、栄養学などスポーツに関する知識も学びながらスポーツに集中できるクラス。「探究クラス」はすべての科目をバランスよく配当し、指定校推薦や総合型選抜入試に対応。常識力を高め、就職試験に挑戦する生徒も多いクラス。

## 概要

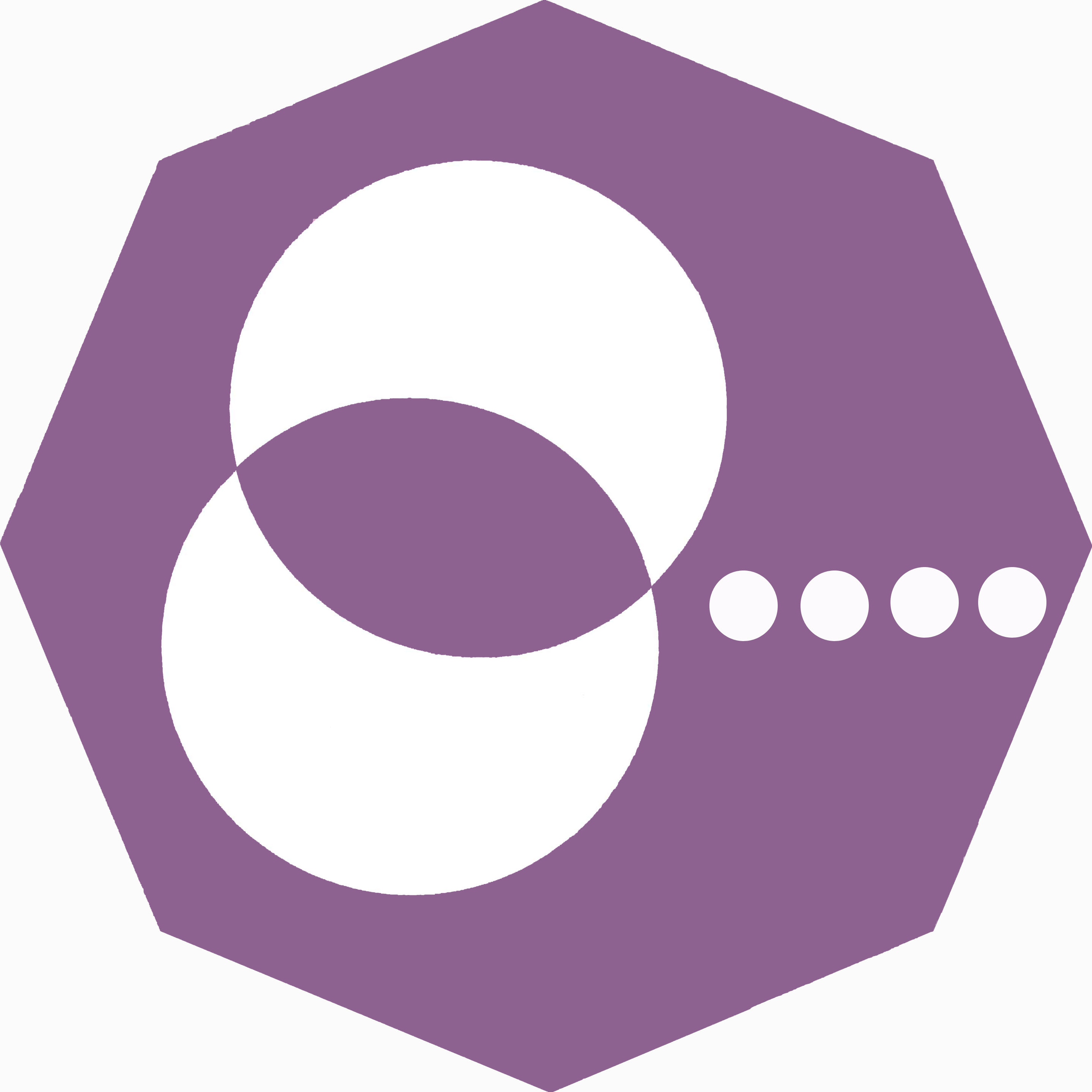
校章

1927年に大阪府議会議員の有山福重郎と妹尾健太郎により関西初の高等女子職業学校として設立された。初代校長に東基吉が就任。2000年に現校名へ改称し、同時に男女共学を実施した。
校舎は本館・北館・南館からなる。本館と北館は阪急電鉄宝塚本線と京都本線の線路の間に挟まれるように位置しており、南館は京都本線の南側にある。本館から南館へは京都本線の線路下を通る地下道でつながっており、校外に出ることなく行き来することができる。本館と南館の間にある京都本線の踏切の「女子職踏切」という名称は、旧校名の「大阪高等女子職業学校」に由来している。
建学の精神
誠実・勤勉を心がけ、豊かな教養とより深い人間性の育成を目指す。
教育目標
生徒一人ひとりの個性・人格を尊重した学習指導・生徒指導を本校教育の基本とし、人権尊重の精神・ゆたかな心・創造的な知性を持ち、自ら考え自らを律することのできる生き生きとした生徒を育てる。
校訓
「立志」「自立」「誠実」「勤勉」
英真学園の由来
英気にあふれ、ひたむきに真理を求める学園
校章の由来
英真学園本館のシンボル塔をイメージした八角形のなかに、それぞれ男子と女子をあらわす二つの円の交わる大円で「男女共生」を、横に連なる4つの小さな円で校訓「立志」「自立」「誠実」「勤勉」を表現した。

## 沿革
- 1927年 - 大阪高等女子職業学校として開校
- 1932年 - 校歌（作詞：佐藤春夫、作曲：山田耕筰）制定
- 1944年 - 淀川女子商業学校と改称
- 1948年 - 学制改革により淀川高等学校となる
- 1952年 - 淀川女子高等学校と改称
- 1964年 - 普通科設置
- 1968年 - 北館、食堂棟完成
- 1977年 - 南館完成
- 1982年 - 家政科廃止。普通科にコース制導入
- 1987年 - 商業科にコース制導入
- 1993年 - コース名改称
- 1998年 - 新校舎（本館）完成
- 1999年 - 英真学園高等学校と改称。男女共学化。商業科生徒募集停止決定[1]。ICT教育推進に向けて、インターネット環境の再整備
- 2007年 - 応援歌（作詞：鈴木真由美、作曲：西浦達雄）制定
- 2009年 - 文理特進コース、情報進学コースの設置
- 2014年 - 学習室の設置
- 2017年 - ハッチプログラム（語学プログラム）の開始
- 2018年 - 生徒用インターネット環境を本館に設置
- 2019年 - 制服とホームページを完全リニューアル
- 2025年 - 「特進コース」「総合コース」「マンガ・イラストコース」の設置。
- 2027年-創立100周年記念行事（予定）

## 制服
| 標準スタイル |  | 夏スタイル |
| 標準スタイル |  | 夏スタイル |

2019年4月から現行の制服へと変更されている。
- 標準スタイル（4月、11月 - 3月）
男子：ジャケット（ラペルピン付き）、スラックス、長袖シャツ、ネクタイ
女子：ジャケット（ラペルピン付き）、スカートまたはスラックス、長袖シャツ、リボンまたはネクタイ
- 夏スタイル（6 - 9月）
男子：ポロシャツ、半袖シャツと夏用スラックス
女子：ポロシャツ、半袖シャツと夏用スカートまたは夏用スラックス
- 移行期間：5月、10月（季節や気候に合わせた服装を標準スタイルや夏スタイル、オプション品から選択する）
- 学校指定オプション品：長袖シャツ（パープル）、半袖シャツ（サックス、パープル）、ベスト、セーター、ダッフルコート、Pコート、スカート柄スラックス（女子のみ）、ネクタイ（女子のみ）
- その他：インナーシャツは白色または黒色の無地。またシャツから見えないもの。ソックスは白色・黒色・紺色・グレーのもの。女子のタイツは黒色または紺色の無地のもの
- 鞄・靴：通学鞄、靴は男女それぞれ学校指定のもの

## 学校行事
- ポレポレウォーキング
4月に開催される。「ポレポレ」とはスワヒリ語で「ゆっくり」「ぼちぼち」という意味。英真学園発着で25km淀川河川敷を歩く。1年生は全員、2・3年生は希望者が参加する。新年度最初の行事になるため、新入生にとってはクラスメイトと交流を深めることのできる重要なイベントになっている。
- 学園祭
6月に開催される。1年生はモザイクアートや巨大オブジェなどの教室展示、2年生はダンス、劇などの舞台発表、3年生は飲食物の模擬店を行う。
- 進学合宿
7月に滋賀県で3泊4日で実施される。特進コースのみ。
- 海外語学研修

　　　　7月～8月にかけて、マレーシア・シンガポールにて。全学年からの希望制で行われる。
- 体育祭
11月に東和薬品RACTABドーム（大阪府立門真スポーツセンター）で開催される。各学年、団に別れて競技する。
- 校外学習
10月に実施。クラスごとに行き先や活動内容、予算の使い方などを話し合って企画、実施する。
- 教育旅行
2年生の12月に実施。行き先は特進・総合コースは沖縄と東京。マンガ・イラストコースは東京。

## 部活動
- 運動部[2] - 柔道、剣道、バドミントン、硬式野球、サッカー、硬式テニス、陸上競技、バスケットボール、ダンス、卓球、弓道、合氣道、アルティメット
- 文化部 - 軽音楽、イラストレーション、写真、美術工芸、ハンドクラフト、音楽、英語（ESS）、書道、社会経済、茶華道、コンピュータ

## 交通
- 阪急電鉄「十三駅」東口から徒歩5分。